# Chriodes hemierythros
Chriodes hemierythros är en stekelart som beskrevs av Kusigemati 1983. Chriodes hemierythros ingår i släktet Chriodes och familjen brokparasitsteklar. Inga underarter finns listade i Catalogue of Life.